# Лабуд (сазвежђе)
Лабуд (лат. Cygnus) је једно од 88 савремених и 48 оригиналних Птоломејевих сазвежђа. Лабуд је једно од најпознатијих и најпрепознатљивијих сазвежђа северне хемисфере. Повезан је са два грчка мита. Према првом, када је Орфеј убијен, пренет је небо као лабуд и смештен у близину своје лире (сазвежђе Лира). По другом, Лабуд представља Зевса, јер се Зевс претворио у Лабуда да би обљубио Леду, жену спартанског краља Тиндареја, која је после родила Полидеука, Кастора, Клитемнестру и Јелену.

## Звезде
Пет најсјајнијих звезда Лабуда чини познати астеризам — „северни крст“. На теменима крста су алфа, бета, делта и епсилон Лабуда, а у средишту је гама Лабуда.
Алфа Лабуда (Денеб, „реп“) је најсјајнија звезда у сазвеђу и деветнаеста најсјајнија на небу. Заједно са Алтаиром (алфа Орла) и Вегом (алфа Лире) чини познати астеризам — летњи троугао. Денеб је плавобели џин магнитуде 1,25.
Друга по сјајности је гама Лабуда (Сардр, „груди“), жутобели суперџин магнитуде 2,2 око кога се налази дифузна маглина IC 1318.
Делта Лабуда (Рук, митска птица грабљивица способна да подигне и поједе слона) је тројни систем удаљен од Сунца око 170 светлосних година. Чине га плавобели суперџин видљив голим оком и жутобела и наранџаста звезда.
Епсилон Лабуда (Гиена, „крило“, традиционално име које дели са гамом Гаврана) је наранџасти џин..
Бета Лабуда (Албирео) је пета најсјајнија звезда овог сазвежђа, магнитуде 3,08. Овај бинарни систем чине плава и жута компонента.

## Објекти дубоког неба
је емисиона маглина позната и по имену „маглина Северна Америка“ због облика који подсећа на овај континент. Емисионе маглине у Лабуду су и IC 5070 и IC 5067 које се налазе у близини Денеба. Емисиона маглина NGC 6888 (маглина „Полумесец“) се налази између гаме и ете Лабуда, а настаје од брзог соларног ветра кога ослобађа Волф-Рајеова звезда WR 136. 
NGC 6946 је спирална галаксија NGC 6946која се налази на граници између Лабуда и Цефеја. У овог галаксији, удаљеној око 10 милиона светлосних година од Сунца, уочено је више супернових него у било којој другој галаксији. Отуд и популарни назив „Ватромет галаксија“.
У близини ете Лабуда се налази Cygnus X-1, познати извор  зрака за који се претпоставља да садржи црну рупу. У питању је бинарни систем кога чине променљиви плави џин и компонента сувише малог пречника за своју масу да би се видела — бели патуљак, неутронска звезда или црна рупа.

## Особине

### Звезде
Бајер је каталогизирао многе звезде у сазвежђу, дајући им Бајерове ознаке од Алфа до Омега, а затим користећи мала римска слова до g. Џон Фламстид је додао римска слова h, i, k, l и m (Бајер је ове звезде сматрао информацијама пошто су лежале изван астеризма Лабуда), али их је Френсис Бејли избацио.
У Лабуду има неколико сјајних звезда. Алфа Лабуд, назван Денеб, је најсјајнија звезда у Лабуду. То је бела супергигантска звезда спектралног типа A2Iae која варира између магнитуде 1,21 и 1,29, једна од највећих и најсјајнијих познатих звезда А класе. Налази се на удаљености од око 2600 светлосних година. Њено традиционално име значи „реп” и односи се на њену позицију у сазвежђу. Албирео, назван Бета Лабуд, прослављена је бинарна звезда међу астрономима аматерима због својих контрастних нијанси. Примарна је џиновска звезда наранџасте боје магнитуде 3,1, а секундарна је звезда плаво-зелене боје магнитуде 5,1. Систем је удаљен 430 светлосних година и видљив је помоћу великих двогледа и свих аматерских телескопа. Гама Лабуд, традиционално назван Садр, је супергигантска звезда жуте боје магнитуде 2,2, удаљена 1800 светлосних година. Њено традиционално име значи „груда“ и односи се на њен положај у сазвежђу. Делта Лабуд (право име је Фаварис) је још једна сјајна бинарна звезда у Лабуду, 166 светлосних година са периодом од 800 година. Примарна је плаво-бела нијанса џиновска звезда магнитуде 2,9, а секундарна звезда магнитуде 6,6. Две компоненте су видљиве у аматерском телескопу средње величине. Пета звезда у Лабуду изнад магнитуде 3 је Аљана, означена као Епсилон Лабуд. То је џиновска звезда наранџасте боје магнитуде 2,5, удаљена 72 светлосне године од Земље.
Постоји неколико других пригушених двоструких и бинарних звезда у Лабуду. Ми Лабуд је бинарна звезда са оптичком терцијарном компонентом. Бинарни систем има период од 790 година и удаљен је 73 светлосне године од Земље. Примарна и секундарна, обе беле звезде, су магнитуде 4,8 и 6,2. Неповезана терцијарна компонента је магнитуде 6,9. Иако је терцијарна компонента видљива у двогледу, примарна и секундарна су захтевале аматерски телескоп средње величине да би се поделиле, као што је било и до 2020. године. Две звезде ће бити најближе између 2043. и 2050. године, када ће бити потребан телескоп са већим отвором бленде за раздвајање. Звезде 30 и 31 Лабуд формирају контрастну двоструку звезду сличну светлијем Албиреу. Њих две су видљиве у двогледу. Примарна, 31 Лабуд, је звезда наранџасте боје магнитуде 3,8, удаљена 1400 светлосних година од Земље. Секундарна, 30 Лабуд, изгледа плаво-зелено. Спектралног је типа A5IIIn и магнитуде 4,83 и удаљена је око 610 светлосних година од Земље. 31 Лабуд је сам по себи бинарна звезда; терцијарна компонента је плава звезда магнитуде 7,0. Пси Лабуд је бинарна звезда видљива у малим аматерским телескопима, са две беле компоненте. Примарна је магнитуде 5,0, а секундарна магнитуде 7,5. 61 Лабуд је бинарна звезда видљива у великом двогледу или малом аматерском телескопу. Удаљена је 11,4 светлосне године од Земље и има период од 750 година. Обе компоненте су патуљасте звезде (главне секвенце) наранџасте боје; примарна је магнитуде 5,2, а секундарна магнитуде 6,1. 61 Лабуд је значајна, јер је Фридрих Вилхелм Бесел одредио њену паралаксу 1838. године, што је прва звезда којој је позната паралакса.
Лабуд такође садржи неколико других значајних извора рендгенских зрака. Лабуд X-3 је микроквазар који садржи Волф-Рајетову звезду у орбити око веома компактног објекта, са периодом од само 4,8 сати. Систем је један од најсјајнијих извора рендгенских зрака који су посматрани. Систем пролази кроз периодичне изливе непознате природе, и током једног таквог избијања, откривено је да систем емитује мионе, вероватно изазване неутринима. Док се сматра да је компактни објекат неутронска звезда или можда црна рупа, могуће је да је објекат уместо тога егзотичнији звездани остатак, вероватно прва откривена кварк звезда, за коју се претпоставља да производи космичке зраке, што се не може објаснити ако је објекат нормална неутронска звезда. Систем такође емитује космичке зраке и гама зраке, и помогао је да се добије увид у формирање таквих зрака. Лабуд X-2 је још један рендгенски бинарни систем, који садржи гиганта типа А у орбити око неутронске звезде са периодом од 9,8 дана. Систем је интересантан због прилично мале масе звезде пратиоца, пошто већина милисекундних пулсара има много масивније пратиоце. Још једна црна рупа у Лабуду је V404 Лабуд, која се састоји од звезде К-типа која кружи око црне рупе од око 12 соларних маса. Претпоставља се да је црна рупа, слична оној у Лабуду X-3, кварк звезда. 4U 2129+ 47 је још један рендгенски бинар који садржи неутронску звезду која пролази кроз изливе, као што је EXO 2030+ 375.